# 제1함대 (미국)
제1함대(United States First Fleet)는 미국 해군의 함대였다.

## 역사
1947년 1월 1일, 제5함대가 제1임무함대로 개명었다.
1950년 2월 11일, 명칭에서 "임무"가 빠지고 제1함대로 간략해졌다.
1948년 5월, 솔트레이크 시티는 비키니 섬 핵실험의 일환인 크로스로드 작전을 위한 수상시험용 표적함 중 하나로 지정되어 비키니 환초 근처 해상에서 에이블 시험체(Test Able)에 의해 심각한 피해를 받고 침몰하였다.
베트남 전쟁이 끝남과 함께 미국군 전체가 재편성되었다. 1974년 2월 1일, 제1함대는 태평양 대잠수함전부대 (ASW Forces Pacific)를 병합하고, 제3함대로 개명되었다.
2020년 11월 17일, 해군장관 케네스 브라이스와이트는 인도해를 담당할 함대로 제1함대를 계획하였다고 공표하였다.

## 전투 서열, 1945년 5월

### 태스크 포스
- TF-11, 남태평양 지역대/남태평양 부대 (South Pacific Force and South Pacific Area)
  - 남태평양 부대 근무전대 (Service Squadron, South Pacific Force)
- TF-13, 태평양 함대 상륙부대(Amphibious Forces, Pacific Fleet)
- TF-14, 태평양 운용훈련사령부 (Fleet Operational Training Command, Pacific)
- TF-15
  - 태평양 함대, 순양함부대 (Cruisers, Pacific Fleet)
  - 태평양 함대 구축함부대(Destroyers, Pacific Fleet)
- TF-16, 태평양 근무부대(Service Force, Pacific Fleet)
- TF-17, 태평양 잠수함부대(Submarine Force, Pacific Fleet)
- TF-18, 태평양 함대, 기뢰정부대 (Minecraft, Pacific Fleet)
- TF-19, 태평양 해군 항공대(Air Force, Pacific Fleet)

### 부대
- 제1전함전대 (Battleship Squadron One)
- 제2전함전대 (Battleship Squadron Two)
- 태평양 함대, 전동어뢰정전대 (Torpedo Boat Squadrons, Pacific Fleet)

## 함정

### 배속했던 함정
- 전투함
  - 솔트레이크 시티; 1948년
  - USS 시카고
  - USS 헬레나 (CA-75); 1960년 1월 ~ 1963년 3월
- 지원함
  - USS 커티스
  - USS 살리버리 사운드 (AV-13)

### 역대 기함
- USS 살리버리 사운드; 1949년 3월 25일
- USS 커티스 1949년
- USS 헬레나 (CA-75); 1960년 1월 ~ 1963년 3월
- USS 프로비던스; 1969년 ~ 1970년, ? ~ 1972년 4월
- USS 시카고; 1970년 ~ ?

## 계보
- 1947년 1월 1일, First Task Fleet →제1임무함대
- 1950년 2월 11일, First Fleet →제1함대

## 역대 함대사령관
| #   | 사진 | 계급, 성명                                         | 취임일           | 이임일           | 참고                |
| --- | ---- | -------------------------------------------------- | ---------------- | ---------------- | ------------------- |
| 1.  |      | ADM Raymond A. Spruance (레이먼드 A. 스프루언스)   | 1943년 8월 5일   | 1945년 11월 8일  | 제5함대에서 개명됨. |
| 2.  |      | ADM John H. Towers (존 H. 타워스)                  | 1945년 11월 8일  | 1946년 1월 18일  |                     |
| 3.  |      | ADMFrederick C. Sherman (프레데릭 C. 셔먼)         | 1946년 1월 18일  | 1946년 9월 3일   |                     |
| 4.  |      | ADM Alfred E. Montgomery (알프레드 E. 몽고메리)    | 1946년 9월 15일  | 1947년 8월 14일  |                     |
| 5.  |      | ADM George D. Murray (조지 D. 뮤레이)              | 1947년 8월 14일  | 1948년 8월 ?일   |                     |
| 6.  |      | VDAM Laurence T. DuBose (로렌스 T. 듀보스)         | 1948년 8월 ?일   | 1949년 1월 8일   |                     |
| 7.  |      | VDAM Gerald F. Bogan (제랄드 F. 보건)              | 1949년 1월 8일   | 1950년 2월 1일   |                     |
| 8.  |      | VDAM Thomas L. Sprague (토머스 L. 스프라그)        | 1950년 2월 1일   | 1950년 3월 ?일   |                     |
| 9.  |      | VDAM Calvin T. Durgin (캘빈 T. 더진)               | 1950년 3월 ?일   | 1951년 2월 15일  |                     |
| 10. |      | VDAM Harold M. Martin (해롤드 M. 마틴)             | 1951년 2월 15일  | 1951년 3월 28일  |                     |
| 11. |      | VDAM Arthur D. Struble (아서 D. 스트루블)          | 1951년 3월 28일  | 1952년 3월 24일  |                     |
| 12. |      | VDAM Joseph J. Clark (조지프 J. 클라크)            | 1952년 3월 24일  | 1952년 5월 20일  |                     |
| 13. |      | VDAM Ingolf N. Kiland (인골프 N. 킬란드)           | 1952년 5월 20일  | 1952년 6월 16일  |                     |
| 14. |      | VDAM Ralph A. Ofstie (랄프 A. 오프스테)            | 1952년 7월 16일  | 1953년 2월 23일  |                     |
| 15. |      | VDAM Harold M. Martin (해롤드 M. 마틴)             | 1953년 3월 23일  | 1953년 10월 1일  |                     |
| 16. |      | VDAM William K. Phillips (윌리엄 K. 필립스)        | 1953년 10월 1일  | 1955년 8월 1일   |                     |
| 17. |      | VDAM Herbert G. Hopwood (허버트 G. 홉우드)         | 1955년 8월 1일   | 1956년 6월 18일  |                     |
| 18. |      | VDAM Robert L. Dennison (로버트 L. 데니슨)         | 1956년 6월 18일  | 1958년 7월 23일  |                     |
| 19. |      | VDAM Ruthven F. Libby (루스벤 F, 리비)             | 1958년 8월 4일   | 1960년 4월 30일  |                     |
| 20. |      | VDAM U. S. Grant Sharp Jr. (U.S. 그랜트 샤프, Jr.) | 1960년 4월 30일  | 1960년 7월 14일  |                     |
| 21. |      | VDAM Charles L. Melson (찰스 L. 멜슨)              | 1960년 7월 14일  | 1962년 4월 12일  |                     |
| 22. |      | VDAM Frank Virden (프랭크 비덴)                    | 1962년 4월 12일  | 1962년 5월 5일   |                     |
| 23. |      | VDAM Robert T. Keith (로버트 T. 키스)              | 1962년 5월 5일   | 1963년 12월 11일 |                     |
| 24. |      | VDAM Paul D. Stroop (폴 D. 스트루프)               | 1962년 12월 11일 | 1964년 1월 25일  |                     |
| 25. |      | VDAM Ephraim P. Holmes (에프라임 P. 홈즈)          | 1964년 1월 25일  | 1964년 7월 18일  |                     |
| 26. |      | VDAM Lawson P. Ramage (로슨 P. 라메지)             | 1964년 7월 18일  | 1966년 7월 29일  |                     |
| 27. |      | VDAM Bernard F. Roeder (버나드 F. 로더)            | 1966년 7월 29일  | 1969년 9월 30일  |                     |
| 28. |      | VDAM Issac C. Kidd Jr. (아이작 C. 키드, Jr.)       | 1969년 9월 30일  | 1970년 8월 1일   |                     |
| 29. |      | VDAM Raymond E. Peet (레이몬드 E. 피트)            | 1970년 8월 1일   | 1972년 5월 15일  |                     |
| 30. |      | VDAM Nels B. Johnson (넬스 B. 존슨)                | 1972년 5월 16일  | 1972년 7월 17일  |                     |
| 31. |      | VDAM James F. Calvert (제임스 F. 캘버트)           | 1972년 7월 17일  | 1973년 1월 30일  | 제3함대로 개명됨.   |

## 참고
1. ↑  Sandy Eskew (1948년 5월 25일). “USS Salt Lake City CA-25 Famed Cruiser's Last Day at Sea” (영어). 2016년 4월 21일에 확인함.
2. ↑  Eckstein, Megan (2020년 11월 17일). “SECNAV Braithwaite Calls for New U.S. 1st Fleet Near Indian, Pacific Oceans” (영어). USNI News. 2020년 12월 10일에 확인함.

- “Commander First Fleet” (영어). Naval History History and Heritage Command. 2017년 12월 21일. 2019년 3월 7일에 확인함.
- (영어) “U. S. Naval Air Station Kodiak, Alaska” (영어). 2016년 4월 23일에 확인함.
- (영어) “USS Salisbury Sound (AV-13)” (영어). 2016년 4월 23일에 확인함.